# S/2010 J 1
S/2010 J 1 (Jupiter LI) は、木星の第51衛星。Robert A. Jacobson らによって、発見済みの木星の衛星の追加観測をパロマー天文台のヘール望遠鏡を用いて行っている最中に発見され、S/2010 J 1 の仮符号が与えられた。2011年6月1日に小惑星センターのサーキュラーでS/2010 J 2とあわせて発見が公表された。その後2015年3月7日になって、Jupiter LI という確定番号が与えられた。なお2018年時点では衛星への命名は行われていない。
S/2010 J 2 のRバンドでの等級 (天文)は23.2であり、アルベドを0.04と仮定すると直径は約 2 km と推定される。軌道傾斜角は 165.100° で、木星の自転とは逆向きに公転する逆行衛星である。カルメ群に属する衛星だと考えられている。